# Jean-Michel Salaün
Jean-Michel Salaün, né en 1951 en France, est professeur en Sciences de l'information et de la communication.  Il est diplômé de 3e cycle en information et communication de l'université de Grenoble. Il a été professeur à l'enssib puis directeur de l'EBSI de Montréal avant d'être élu professeur à l'École normale supérieure de Lyon. Nommé parmi les personnalités du monde de l’Infodoc (2007), il s’intéresse aux acteurs du monde documentaire et à la dynamique professionnelle du domaine des sciences de l’information . Il revisite les fondements du marketing mix pour fournir aux bibliothèques et centres de documentation des méthodes de gestion des activités de services d’information.  En tant que spécialiste des médias et du management de l'information, ses travaux s'appuient sur le modèle de la bibliothéconomie. Il propose une analyse du Web sous l'angle de la théorie du document.
Au sens large, ses projets de recherches portent sur les industries culturelles et informationnelles ainsi que sur l'économie du document. Jean-Michel Salaün est professeur à l'École normale supérieure de Lyon, il assure la responsabilité du nouveau master transnational Architecture de l'information.

## Responsabilités scientifiques et pédagogiques passées et postes occupés
- Habilité à diriger des recherches scientifiques en sciences de l’information
- Professeur à l'enssib
- Membre du Centre d'étude et de recherche en sciences de l'information de l'Enssib
- Animateur du réseau thématique pluridisciplinaire 33 du département STIC du CNRS "Document et contenus : création, indexation, navigation" (RTP-DOC, réseau réunissant plus de 100 chercheurs qui publient sous le pseudonyme commun Roger T. Pédauque)
- Directeur de l’École de bibliothéconomie et des sciences de l’information (EBSI) de l’Université de Montréal[7]
- Chercheur au Collegium de Lyon
- Directeur du master d'Architecture de l'Information de l’Ecole Normale Supérieure de Lyon.

## Projet de recherche au Collegium de Lyon: Le besoin d'architectes de l'information. Vers une coopération Lyon-Montréal

### Promouvoir l'architecture de l'information dans lafrancophonie
Jean-Michel Salaün anime un Mooc sur l’Architecture de l'Information 
sur la plateforme FUN. Cette formation à distance touche un public transfrontière et offre des contenus basés sur des méthodes de travail issues d'Amérique du Nord.

## Une réflexion en marge de la diplomatique contemporaine

### Les travaux de Roger T. Pédauque
Ce travail collectif institue une réflexion sur la notion de document. Le document traditionnel a une structure logique tri-dimensionnelle : la forme, le texte, le médium. Ces recherches désignent la forme par un objet matériel ou immatériel : il a une structure, il est manipulable.  Le texte dans son acceptation large associe le document au signe, il est porteur de sens. La troisième dimension, celle du médium, pose la question du document dans son statut social. Cette modélisation permet de mesurer la transformation du document traditionnel dans son passage au numérique.

#### La redocumentarisation: un nouvel ordre documentaire
Le collectif Roger T Pédauque propose une représentation à trois entrées du document. Les trois facettes constitutives du document sont : la forme, le contenu, le médium.  Cette proposition que tout document coordonne ces trois dimensions facilite l’appréhension des aspects numériques du document. Le document sous forme numérique est manipulé comme tout support d’information dont la forme varie selon le terminal de lecture. Ce raisonnement est basé sur la dimension intellectuelle du document, son contenu. Tout document s'inscrit logiquement dans un contrat de lecture. Le médium renvoie à la fonction sociale de l’objet documentaire, il est une trace d'une communication qui s'est affranchie de l'espace et du temps.
Ces trois dimensions s'inscrivent logiquement dans un système documentaire puisque l'on retrouve les opérations de classement d'objets documentaires, d'indexation de contenus, et d'accès à l'information. Ces pratiques de traitement traditionnelles du document constituent la "documentarisation". La "redocumentarisation"  s'en distingue car elle s'applique au document né sous la forme numérique. Il s'agit alors d'apporter de l'information sur l'information (métadonnées), d'enrichir chacune des trois dimensions pour faciliter l'accès au document pertinent dans un système d'information documentaire.

### Internet sous l'angle du document
L'internet documentaire aussi appelé internet des documents a laissé sa place à l'internet 2.0 ("web 2.0" en anglais). L'entrée active des internautes dans le système bouleverse l'économie d'internet. Le "Web 2.0" par ses pratiques tels que l'échange, l'écriture augmentée remet en cause le droit d'auteur et le statut du document. Néanmoins, le néo-document garde une parenté avec le document du Moyen Âge. On retrouve des règles typographiques quasi identiques telles que la marginalia. L'économie du Web est également marquée par les trois dimensions du document: le vu, le lu et le su .

## Publications
- avec Bernard Miège et Patrick Pajon,  L'industrialisation de l'audiovisuel: des programmes pour les nouveaux médias, Paris, Aubier, 1986, 284 p.
- À qui appartient la télévision ?, Paris, Aubier, 1989, 239 p.
- Marketing des bibliothèques et des centres de documentation, Paris,  éd. du Cercle de la librairie, 1992, 132 p.
- avec  Enrique Bustamante et Nicholas Garnham, Téléphone et télévision: enquête sur une convergence européenne, Issy-les-Moulineaux, Centre national d'études des télécommunications, 1993, 205 p.
- avec Bertrand Calenge, Silvie Delorme et Réjean Savard (coord.), Diriger une bibliothèque d'enseignement supérieur, Sainte-Foy (Québec), Presses de l'université du Québec, 1995, 455 p.
- avant-propos à Josette F. de la Vega, préface de Édouard Brézin, La communication scientifique à l'épreuve d'Internet: l'émergence d'un nouveau modèle, Villeurbanne, Presses de l'enssib, 2000, 253 p.
- avec Florence Muet, Stratégie marketing des services d'information : bibliothèques et centres de documentation, Paris, Éd. du Cercle de la librairie, 2001, 221 p.
- avec Christian Vandendorpe (coord.), Les défis de la publication sur le Web : hyperlectures, cybertextes et méta-éditions, Villeurbanne, Presses de l'enssib, 2004, 289 p.
- présentation de Roger T. Pédauque et al. avec une préface de Michel Melot, Le document à la lumière du numérique, Caen, C&F  éd., 2006,218 p.
- avec Clément Arsenault (dir.), Introduction aux sciences de l'information, Paris, la Découverte, 2009, 235 p.
- Vu, lu, su : les architectes de l'information face à l'oligopole du Web, Paris, la Découverte, 2012, 151 p.

## Articles
- avec Germain Michel, Pérales Christophe, Buffard Pascal, Chaudiron Stéphane, Charaudeau Marie-Odile, Garnier Alain, Chartron Ghislaine, Les organisations du XXIe siècle, Documentaliste-Sciences de l'Information, N° 50, 2013.

## Documents multimédias
- "Une approche documentaire du Web"
- "Parlons UX"